# 1391 en santé et médecine
| Années de la santé et de la médecine : 1388 - 1389 - 1390 - 1391 - 1392 - 1393 - 1394    |
| Décennies de la santé et de la médecine : 1360 - 1370 - 1380 - 1390 - 1400 - 1410 - 1420 |

Cet article présente les faits marquants de l'année 1391 en santé et médecine.

## Événements
- Juillet : selon Froissart, c'est d'« apoplexie » que meurt Jean III, comte d'Armagnac, au siège de la ville italienne d'Alexandrie par les Florentins[1].
- Ouverture au public de la pharmacie du monastère franciscain de Raguse en Croatie[2], attestée en 1317 et l'une des trois plus anciennes officines encore en activité en Europe en 2011[3].
- Jean Tarlevet fonde l'hôpital Saint-Jacques, à Dijon, pour accomplir un vœu formé pendant sa captivité lors d'un pèlerinage au Saint-Sépulcre[4].
- Fondation par Henczman Izenrinkel à Nová Baňa, en Slovaquie, d'un hôpital pour les mineurs âgés ou invalides[5].
- Le comte Rouge étant mort, au château de Ripaille, très probablement du tétanos, le médecin Jean de Granville († 1395) et l'apothicaire Pierre de Lompnes († 1393) sont accusés de l'avoir empoisonné[6].
- 1391-1392 : construction de l'hôpital Saint-Georges à Delitzsch, en Saxe[7].
- 1391-1392 : Agace la Françoise et Jeanne la Riquedonne sont « matrones jurées » (sages-femmes expertes) du roi Charles VI au Châtelet[8].

## Naissances
- Vers 1391[9] : Renaud Thierry (mort en 1455 au plus tôt[10]), Premier chirurgien du roi Charles VII[11].
- 1391-1399 : Heinrich Laufenberg (de)[12] (mort en 1460), prêtre, auteur en 1429 d'un Régime de santé[13] qui jouira d'une grande popularité jusqu'à la fin du XVIIe siècle[14].

## Décès
- Avant le 14 octobre : Bernard Berotierii (né à une date inconnue), chirurgien à Avignon[15].
- 1391 au plus tôt : Jean de Melduno (né à une date inconnue), médecin, peut-être empoisonné par son confrère Jean de Grandville († 1395), pour avoir jugé qu'Amédée VII, comte de Savoie, dit le comte Rouge, avait lui-même été empoisonné[11].